# Paya Tiba
Paya Tiba is een bestuurslaag in het regentschap Pidie van de provincie Atjeh, Indonesië. Paya Tiba telt 339 inwoners (volkstelling 2010).